# Formules de calcul du calendrier grégorien
On évitera les erreurs d’arrondis en effectuant le plus possible tous les calculs avec des entiers.

## Conversion d’un jour julien en éléments de date grégorienne
- Connaissant le jour julien absolu J, on veut retrouver les composantes de la date.
- Grâce à J, on calcule le jour julien relatif j à l’époque de calcul, par simple translation de 4 800 ans.
- Grâce à j, on calcule le nombre g de cycles quadri-séculaires grégoriens écoulés (il y a exactement 146 097 jours par cycle) ; en retranchant les jours pour ce nombre de cycles, il reste dg jours depuis le début du cycle quadri-séculaire grégorien.
- Grâce à dg, on calcule le nombre c (de 0 à 4) de cycles séculaires grégoriens écoulés (il y a exactement 36 524 jours par cycle séculaire grégorien) depuis le début du cycle quadri-séculaire, nombre réduit au maximum à 3 (ce cas se produit pour le dernier jour du cycle où c vaudrait 4) ; en retranchant les jours pour ce nombre de cycles grégoriens, il reste dc jours depuis le début du siècle grégorien.
- Grâce à dc, on calcule le nombre b (de 0 à 24) de cycles juliens quadri-annuels écoulés (il y a exactement 1 461 jours en quatre ans sauf pour le dernier cycle julien du siècle, qui peut être incomplet d’un jour) depuis le début du siècle grégorien ; en retranchant les jours pour ce nombre de cycles juliens, il reste dbjours dans le siècle grégorien.
- Grâce à db, on calcule le nombre a (de 0 à 4) de cycles annuels écoulés (il y a 365 jours par cycle annuel) depuis le début du cycle julien quadri-annuel, nombre réduit au maximum à 3 (ce cas se produit pour le dernier jour du cycle julien où a vaudrait 4) ; il reste da jours dans l’année julienne (qui commence en le 1er mars).
- Les composantes g, c, b, a, sont converties en nombre d’années y depuis le début de l’époque de calcul, en faisant leur somme pondérée du poids en années que chaque composante représente (respectivement 400 ans, 100 ans, 4 ans et 1 an).
- Grâce à da, on calcule le nombre de mois m (de 0 à 11) depuis le début de l’année julienne (il y a exactement 153 jours dans un cycle penta-mensuel, toutefois ces cycles sont décalés de 2 mois dans l’année julienne, et donc commencent avec un nombre fixe de jours écoulés dans le cycle penta-mensuel au début de l’année julienne, le mois étant obtenu par une division euclidienne par 5) ; en retranchant les jours pour ce nombre de mois, il reste d jours dans le mois.
- On peut alors en déduire la date romaine (Yrom, Mrom, Drom) (calendrier romain stabilisé par l’empereur Auguste) ou grégorienne (Y, M, D) par simple décalage de (y, m, d).
- On peut alors développer ces formules en une formule unique pour chacune des composantes ci-dessus. Tout ce calcul ne demande que des entiers et est le plus précis qu’on puisse obtenir (car les fractions décimales ont une représentation inexacte dans le système binaire utilisé par les logiciels, ce qui fausserait les calculs par suite d’erreurs d’arrondis).

Les formules suivantes sont valables sur toute l’étendue des années depuis -4800 UTC. Les éléments obtenus sont valides uniquement pour le calendrier astronomique UTC, basé sur le calendrier grégorien mais étendu sur les dates antérieures de l’ère chrétienne, cependant l’ère pré-chrétienne est retournée sous forme relative avec une année 0 UTC (au lieu de -1, pour l’année 1 av. J.-C..
Note : Le tableau ci-dessous utilise ces formules de calcul entièrement effectués avec les ParserFunctions du logiciel MediaWiki utilisé sur Wikipédia. Les formules développées figurent dans le code source Wiki de cette page. Elles sont particulièrement complexes à concevoir dans cette syntaxe (et à optimiser en une seule formule développée) car les Parserfunctions ne possèdent pas de variables pour les valeurs intermédiaires. Cette page constitue un test permettant de vérifier la conception et la précision de ces formules et d’expliquer leur fonctionnement dans les modèles de calcul qui les utilisent. La formule la plus longue est celle retournant l’année, puis celle retournant le jour du mois (des formules simplifiées existent mais elles ne sont pas exactes dans certains jours particuliers en frontière de cycles, notamment pour les années séculaires et les fins de mois des années bissextiles).
|        | Dates (Y.M.D) testées :        | -4800.03.01 | —      | 1895.02.28 | 1895.03.01 | 1896.02.29 | 1896.03.01 | 1900.02.28 | 1900.03.01 | 2000.02.29 | 2000.03.01 | 2000.03.31 | 2000.04.01 | 2000.04.30 | 2000.05.01 | 2000.12.31 |
| J =    | Formules de calcul             | Min.        | Max.   | 2413253    | 2413254    | 2413619    | 2413620    | 2415079    | 2415080    | 2451604    | 2451605    | 2451635    | 2451636    | 2451665    | 2451666    | 2451910    |
| j =    | J + 32044                      | 0           | —      | 2445297    | 2445298    | 2445663    | 2445664    | 2447123    | 2447124    | 2483648    | 2483649    | 2483679    | 2483680    | 2483709    | 2483710    | 2483954    |
| g =    | j div 146097                   | 0           | —      | 16         | 16         | 16         | 16         | 16         | 16         | 16         | 17         | 17         | 17         | 17         | 17         | 17         |
| dg =   | j mod 146097                   | 0           | 146096 | 107745     | 107746     | 108111     | 108112     | 109571     | 109572     | 146096     | 0          | 30         | 31         | 60         | 61         | 305        |
| c =    | (dg div 36524 + 1) * 3 div 4   | 0           | 3      | 2          | 2          | 2          | 2          | 2          | 3          | 3          | 0          | 0          | 0          | 0          | 0          | 0          |
| dc =   | dg - c * 36524                 | 0           | 36524  | 34697      | 34698      | 35063      | 35064      | 36523      | 0          | 36524      | 0          | 30         | 31         | 60         | 61         | 305        |
| b =    | dc div 1461                    | 0           | 24     | 23         | 23         | 23         | 24         | 24         | 0          | 24         | 0          | 0          | 0          | 0          | 0          | 0          |
| db =   | dc mod 1461                    | 0           | 1460   | 1094       | 1095       | 1460       | 0          | 1459       | 0          | 1460       | 0          | 30         | 31         | 60         | 61         | 305        |
| a =    | (db div 365 + 1) * 3 div 4     | 0           | 3      | 2          | 3          | 3          | 0          | 3          | 0          | 3          | 0          | 0          | 0          | 0          | 0          | 0          |
| da =   | db - a * 365                   | 0           | 365    | 364        | 0          | 365        | 0          | 364        | 0          | 365        | 0          | 30         | 31         | 60         | 61         | 305        |
| y =    | g * 400 + c * 100 + b * 4 + a  | 0           | —      | 6694       | 6695       | 6695       | 6696       | 6699       | 6700       | 6799       | 6800       | 6800       | 6800       | 6800       | 6800       | 6800       |
| m =    | (da * 5 + 308) div 153 - 2     | 0           | 11     | 11         | 0          | 11         | 0          | 11         | 0          | 11         | 0          | 0          | 1          | 1          | 2          | 9          |
| d =    | da - (m + 4) * 153 div 5 + 122 | 0           | 30     | 27         | 0          | 28         | 0          | 27         | 0          | 28         | 0          | 30         | 0          | 29         | 0          | 30         |
| Yrom = | y - 48                         | -48         | —      | 6646       | 6647       | 6647       | 6648       | 6651       | 6652       | 6751       | 6752       | 6752       | 6752       | 6752       | 6752       | 6752       |
| Mrom = | m + 1                          | 1           | 12     | 12         | 1          | 12         | 1          | 12         | 1          | 12         | 1          | 1          | 2          | 2          | 3          | 10         |
| Drom = | d + 1                          | 1           | 31     | 28         | 1          | 29         | 1          | 28         | 1          | 29         | 1          | 31         | 1          | 30         | 1          | 31         |
| Y =    | y - 4800 + (m + 2) div 12      | -4800       | —      | 1895       | 1895       | 1896       | 1896       | 1900       | 1900       | 2000       | 2000       | 2000       | 2000       | 2000       | 2000       | 2000       |
| M =    | (m + 2) mod 12 + 1             | 1           | 12     | 2          | 3          | 2          | 3          | 2          | 3          | 2          | 3          | 3          | 4          | 4          | 5          | 12         |
| D =    | d + 1                          | 1           | 31     | 28         | 1          | 29         | 1          | 28         | 1          | 29         | 1          | 31         | 1          | 30         | 1          | 31         |

## Jours juliens non entiers et heures du jour
En fait, un jour julien peut aussi être non entier. La partie entière du jour julien représente en fait uniquement la date correcte à midi, calculée ci-dessus.
La partie fractionnaire des valeurs de jours juliens représente une fraction de jour depuis midi, c'est-à-dire l'horaire dans la journée. Dans le calendrier julien, les jours étaient écrémentés à midi exactement et non à minuit comme actuellement.
Si on effectue le calcul ci-dessus sur la partie entière d’un jour julien dont la partie décimale vaut +1/2 ou plus, on obtiendra la date correcte pour le calendrier julien, mais pas pour le calendrier grégorien. Aussi, il faut arrondir le jour julien à l’entier le plus proche avant de calculer la date grégorienne — en ajoutant +1/2 avant de ne garder que l’entier égal ou immédiatement inférieur).
Par exemple :
- Pour le jour julien 2451666 entier le calcul ci-dessus retourne la date correcte du jour à midi.
- Pour le jour julien 2451666,25 l’arrondi ci-dessus donnerait aussi 2451666 et on obtiendrait la même date aussi (la partie décimale 0,25 représente l’heure 18:00:00, à cause du décalage d’un quart de jour soit 6 heures de l’après-midi).
- Pour le jour julien 2451665,75 l’arrondi ci-dessus donnerait aussi 2451666 et on obtiendrait la même date dans le calendrier grégorien (la partie décimale 0,75 représente l’heure 06:00:00, à cause du décalage d’un quart de journée avant midi, et donc on tombe au matin, à la date suivante du calendrier grégorien).
- Pour le jour julien 2451665,5 l’arrondi ci-dessus donnerait aussi 2451666 et on obtiendrait la même date aussi dans le calendrier grégorien (la partie décimale 0,5 représente minuit soit 00:00:00, à cause du décalage d’un quart de jour soit 12 heures depuis midi la veille dans le calendrier grégorien).

Donc, pour convertir cette fraction décimale en heure du calendrier grégorien, il faut en fait calculer la différence entre le jour julien et le jour julien arrondi comme ci-dessus, puis ajouter 1/2 pour obtenir la fraction de jour écoulée depuis minuit :
- Pour le jour julien julien 2451665,50 l’arrondi à l’entier le plus proche est 2451666, la différence est négative et vaut -0,50, puis en ajoutant 1/2 on fera le calcul horaire sur une fraction de jour égale à 0,00 jour.
- Pour le jour julien julien 2451665,71 l’arrondi à l’entier le plus proche est aussi 2451666, la différence est négative et vaut -0,29 puis en ajoutant 1/2, on fera le calcul horaire sur une fraction de jour égale à 0,21 jour.
- Pour le jour julien julien 2451666,00 l’arrondi à l’entier le plus proche est aussi 2451666, la différence est nulle puis en ajoutant 1/2, on fera le calcul horaire sur une fraction de jour égale à 0,50 jour.
- Pour le jour julien julien 2451666,13 l’arrondi à l’entier le plus proche est aussi 2451666, la différence est positive et vaut 0,13 puis en ajoutant 1/2, on fera le calcul horaire sur une fraction de jour égale à 0,63 jour.

Dans tous les cas la fraction horaire obtenue sera positive ou nulle, et inférieure à 1 jour. Il suffit de multiplier successivement par 24, 60 et 60 pour obtenir les heures, minutes, secondes de la journée dans le système horaire sur 24 heures.
En effet les jours juliens ont toujours 24 heures juliennes exactement, car on ne tient pas compte des secondes intercalaires ajoutées dans le calendrier UTC. Cela signifie que cette méthode de calcul fournit une heure julienne dont la durée physique varie certains jours (rares), puisque le calendrier peut ajouter (ou retrancher) des secondes à la dernière minute d’une journée.
Le calcul de la date (en jours solaires observés aussi bien dans le calendrier julien que grégorien, et même pour le calendrier UTC) reste exact, mais le jour julien, l’heure julienne, la minute julienne, et la seconde julienne ont donc une durée physique qui varie au cours du temps.
Pour limiter cet impact causé par les secondes intercalaires, certains ont proposé de modifier cette conversion horaire de sorte que la fraction de journée représentée dans la valeur d’un jour julien soit affectée d’un facteur prenant en compte la durée réelle de la journée légale UTC. Cependant si cela complique le calcul de l’heure de la journée, cela ne résout pas du tout le problème de l’inconstance des différences de temps entre deux valeurs de jour julien. Pour ces raisons, le jour julien n’est pas une base de temps fiable et stable, à croissance linéaire, nécessaire pour les calculs physiques.
Aussi il existe une autre horloge en plus de l’heure légale UTC (elle aussi basée sur le calendrier grégorien, mais avec des secondes intercalaires en plus ou en moins, de sorte que certaines minutes à la fin de journée de certaines dates, peuvent compter entre 58 et 62 secondes, ces minutes étant imprévisibles au-delà de quelques mois seulement). Ce calendrier astrophysique utilise des secondes, heures, minutes, journées, années de longueur physique fixe, indépendamment des longueurs observées et variables. Cela signifie que ce calendrier astrophysique est stable, mais que les calendriers juliens, grégoriens et UTC ne le sont pas, les différences avec le calendrier physique étant imprévisibles.
Théoriquement un horodatage précis d’évènement (timestamp) devra utiliser une mesure physique, cependant, durant des périodes assez longues de plusieurs mois, l’horloge légale UTC officielle conserve une différence de temps variable mais prévisible avec l’horloge astrophysique, ce qui permet de définir l’horloge UTC avec une longueur de seconde constante et égale avec la durée constante de la seconde physique (même si certaines minutes UTC ont des durées variables en nombre de secondes).
En conséquence, comme les ajustements de la durée du jour sont encore peu fréquents, il n’est pas encore nécessaire de modifier la durée légale du jour dans le calendrier UTC ou grégorien ou julien, l’erreur restant encore nulle la plupart du temps, et bornée au maximum à une seconde d’écart en fin de journée où une seconde intercalaire est ajoutée (ou retranchée). Même si ces secondes intercalaires ajoutées devaient devenir plus fréquents jusqu’à affecter la majorité des jours (par suite d’un ralentissement de la rotation diurne de la Terre), la longueur de la journée observée n’excèderait pas 24 heures et 1 seconde (cela ne se produira normalement pas avant des siècles).
Donc on peut estimer une journée constante de 24 heures ou 86 400 secondes pour calculer l’heure de la journée à la date obtenue ci-dessus, lors de la conversion des fractions décimales d’un jour julien (on ne commet une erreur sur l’horaire effectif que d’une seconde à la seule dernière ou première seconde d’une journée, aux seules dates où s’ajoute ou bien se retranche une seconde intercalaire dans le calendrier UTC, soit actuellement une erreur très faible de 1 seconde maximum tous les 8 à 16 millions de secondes environ, c’est-à-dire une seconde tous les 3 ou 6 mois).
Le jour julien ignorera donc ces secondes intercalaires et pourra reporter deux fois le même timestamp ou bien sautera une seconde en fin de journée, sans que la date calendaire effective observée (en jours) en soit affectée.

## Écarts entre le calendrier grégorien et le calendrier julien
Le décalage de dates en jours avec le calendrier julien reste fixe pour chaque siècle postérieur à l’instauration du calendrier grégorien, mais il s’accroit de 3 jours tous les 4 siècles, le calendrier julien prenant progressivement du retard sur l’année solaire effective. À l’instauration du calendrier grégorien en 1582, le calendrier grégorien a supprimé 10 jours, mais il s’est accru de 1 jour lors de chaque année séculaire non bissextile du calendrier grégorien.
La liste des écarts entre les deux calendriers est la suivante depuis l’empereur romain Auguste qui a définitivement corrigé les erreurs de calcul du calendrier julien (les dates données ici sont juliennes avant 1582, puis grégoriennes) :

### Adoption du premier calendrier julien par Jules César
- février an 44 av. J.-C. (-43 UTC) : la longueur du mois de février est largement ajustée par Jules César afin de synchroniser définitivement les équinoxes solaires (à cette époque, janvier et février n'existaient pas encore formellement en tant que mois dans le calendrier romain, mais décembre était suivi d'environ 61 jours, qui sont devenus les mois de janvier et février, éventuellement suivi tous les deux ans d’un mois intercalaire : février comptait normalement soit 28 jours les années sans mois intercalaire, soit 23 ou 24 jours les années avec un mois intercalaire de 27 jours, mois inséré au milieu du mois de février). César change la longueur de ce mois intercalaire (qui servait à synchroniser le cycle lunaire pour que mars commence à la première nouvelle lune de l'année solaire) pour ajuster la fin du mois de février sur l'année tropique : il ajoute en même temps un jour aux 5 derniers jours de février qui suivent le mois intercalaire (les jours nommés « calendes de mars ») et en fait le premier jour épagomène dans son nouveau calendrier solaire. Bien que le calendrier julien ne soit pas encore en vigueur, le calendrier romain ajusté est déjà désynchronisé d’un jour en fin de mois sur le futur calendrier julien (à cause de la journée épagomène ajoutée en trop par César lui-même, pour allonger la célébration des calendes de mars à l’occasion de son nouveau calendrier) !
- le 23 février  an 44 av. J.-C. (-43 UTC), réellement a.d. VI Kal. Mars (ante diem sextum Kalendas Martii, ou jour 6 des calendes de mars) dans le calendrier romain, marque la fin du calendrier romain républicain, le lendemain du dernier mois intercalaire (de 23 jours ajusté par César) aboli définitivement à compter de ce jour. Toutefois ce mois de février reste "anormal" dans ses débuts il a été suivi d’un mois intercalaire selon l’ancienne règle romaine. Le calendrier de Rome aura donc maintenant toujours 12 mois (au lieu de 12 ou 13 suivant les années), et des mois de janvier et février réguliers.
- le 24 février  an 44 av. J.-C. (-43 UTC), réellement a.d. VI bis Kal. Mars (ante diem sextum bis Kalendis Mars, ou jour « 6 bis » des calendes de mars, d’où le nom d’année « bissextile », bissextilis) dans le calendrier romain, marque l’instauration du calendrier julien, le lendemain du mois intercalaire ajusté par César et aboli définitivement à compter de ce jour. Toutefois ce mois de février reste "anormal" dans ses débuts car il a contenu un mois intercalaire réformé. Le calendrier romain aura donc maintenant toujours 12 mois (au lieu de 12 ou 13 suivant les années), des mois de janvier et février réguliers (sauf les années bissextiles avec un jour de plus en fin de mois), et les autres mois allongés pour que l'année compte exactement 365 jours (ou 366 jours les années bissextiles).
- le 29 février an 44 av. J.-C. (-43 UTC), réellement Prid. Kal. Mars dans le calendrier romain (pridiem calendis mars, jour 2 ou veille des calendes de mars) est le dernier jour du mois intercalaire, le second jour des calendes de Mars (la calende est le premier jour, le lendemain), et le dernier jour de l'année ayant utilisé l'ancien calendrier romain républicain (cependant les jours des mois continuent à être comptés inclusivement en jours avant les ides ou nones du mois en cours ou avant les calendes du mois suivant, et l'année romaine commence toujours en mars suivant la tradition).
- le 1er mars an 44 av. J.-C. (-43 UTC) : aucun écart avec le calendrier grégorien proleptique, début de la première année romaine utilisant entièrement le nouveau calendrier julien. Jules César supprime définitivement, pour la nouvelle année, 11 jours du mois intercalaire de l’ancien calendrier romain républicain et les répartit équitablement à la fin de tous les mois de l'année, le mois de janvier est définitivement placé, et le reste du mois intercalaire est intégré au douzième mois (février) ; les deux nouveaux mois sont dédiés aux divinités ; les mois alternent 31 et 30 jours depuis mars (mois long), sauf février (mois court, de 29 jours quand il n’est pas bissextile, 30 jours quand il l’est normalement tous les 4 ans). L’année passe à 365 jours (ou 366 les années bissextiles). La tradition (erronée) du nouvel an continuera à être célébrée en mars, de même que la tradition des semaines « marchandes » de 8 jours, mais les années sont maintenant comptées depuis janvier (ces traditions païennes, héritées du paganisme romain parfois en oubliant que l’année avait historiquement commencé en janvier même dans la république romaine, ou à d’autres mois suivant les consuls romains en place, seront bannies au Premier concile chrétien de Nycée).
- le 15 mars an 44 av. J.-C. (-43 UTC), Jules César est assassiné le jour des ides de mars c’est-à-dire quelques jours après que son calendrier ait produit ses premiers changements effectifs, malheureusement il emporte sa connaissance du calendrier et ses astronomes conseillers ne seront pas consultés pour faire appliquer correctement le calendrier julien (qui dès lors sera considéré comme proleptique jusqu’à la fin de la réforme d’Auguste). Ce jour du calendrier romain correspond au 14 mars dans le calendrier julien actuel, sans doute parce que la nouvelle règle édictée quelques jours plus tôt par César n’était pas encore connue, ce jour ayant été rapporté comme celui des ides suivant l’ancien calendrier romain républicain.

#### Les erreurs du calendrier julien triennal
- Cependant, les pontifes succédant à César au début du Consulat puis de l’Empire d’Auguste, appliqueront (durant 36 ans) douze années bissextiles au lieu de neuf, le calendrier romain cumulera un retard de 3 jours en l’an 12 av. J.-C. (-11 UTC), dernière année bissextile calculée avec erreur sur les règles du calendrier des pontifes romain, jusqu’à ce que le nouvel empereur Auguste amorce une correction qui s’achèvera à l’ère chrétienne :

- le 1er mars en 41 av. J.-C. (-40 UTC) : bissextile dans le calendrier julien, et la majeure partie de l’empire applique la veille le jour épagonyme. Il n’y a pas encore de décalage cette année-là ni les 2 années suivantes avec le calendrier julien proleptique partout dans l’empire (l’écart avec le calendrier grégorien proleptique est de 2 jours). On notera que c'est la quatrième année du cycle, mais seulement le début de la troisième année du calendrier romain (d’où une source supplémentaire de confusion plus tard).

- le 1er mars en 38 av. J.-C. (-37 UTC) : les pontifes désignés par le nouvel empereur Auguste se trompent dans l’interprétation du calendrier de César et créent des années bissextiles tous les 3 ans au lieu de tous les 4 ans, dans différents régions de l’Empire romain, ou se trompent même dans l’origine du cycle à certains endroits ; le calendrier julien n’est donc plus correct, ni équivalent partout (il n’y avait pourtant pas d’erreur dans le calendrier laissé par Jules César). Aussi l’an 38 av. J.-C. (-37 UTC) est déclaré bissextile au lieu de l’an suivant, et donc les calendes de mars (en février) comptaient un jour épagonyme (les Romains comptaient toujours inclusivement à partir de 1, il n’y avait pas de zéro : les cycles calendaires romains étaient comptés inclusivement et comptaient par exemple des semaines de 8 jours complets, qu’ils considéraient et nommaient comme des cycles de 9 jours ; c’est une cause possible de cette erreur d’interprétation du calendrier de Jules César... erreur qu’on peut commettre aussi facilement aujourd’hui quand on numérote ou compte les années de l’ère préchrétienne !) À partir de cette date, le calendrier romain appliqué n’est donc plus le calendrier julien, et le calendrier recommence à se décaler car les années comptent 3651/3 jours en moyenne et non 365,25 selon le calendrier julien. Le calendrier romain, avec ses années trop longues, recommence à prendre du retard sur l’année solaire, de différentes façons dans l’Empire.
- le 1er juillet an 38 av. J.-C. (-37 UTC) : Quintilis (le cinquième mois de l’année, qui commence encore en mars) est renommé Julius (juillet) en l’honneur de Jules César par Auguste son successeur pour sa contribution au calendrier romain. Ce mois est déjà un mois long de 31 jours (qui donne une journée de célébration de plus dans les jours précédant les calendes, jours portant maintenant tous le nom de Julius). Ce mois long est choisi car c’est le premier non dédié à une divinité paganiste. Cela ne change pas fondamentalement le calendrier : on a encore le décalage des années bissextiles dès l'année suivante...

- le 1er mars an 37 av. J.-C. (-36 UTC) : non bissextile dans le calendrier romain, bissextile dans le calendrier julien, on a maintenant 2 jours de retard dans le calendrier romain sur le calendrier julien (aucun sur le calendrier grégorien proleptique).

- le 1er mars an 35 av. J.-C. (-34 UTC) : bissextile dans le calendrier romain, non bissextile dans le calendrier julien, on a maintenant 1 jour de retard dans le calendrier romain sur le calendrier julien (1 jour d’avance sur le calendrier grégorien proleptique).

- le 1er mars an 33 av. J.-C. (-32 UTC) : non bissextile dans le calendrier romain, bissextile dans le calendrier julien, on a maintenant 2 jours de retard dans le calendrier romain sur le calendrier julien (aucun sur le calendrier grégorien proleptique).

- le 1er mars an 32 av. J.-C. (-31 UTC) : bissextile dans le calendrier romain, non bissextile dans le calendrier julien, on a maintenant 1 jour de retard dans le calendrier romain sur le calendrier julien (1 jour d’avance sur le calendrier grégorien proleptique).

- le 1er mars an 29 av. J.-C. (-28 UTC) : bissextile dans le calendrier romain et dans le calendrier julien, on a toujours 1 jour de retard dans le calendrier romain sur le calendrier julien (1 jour d’avance sur le calendrier grégorien proleptique).

- le 1er mars an 26 av. J.-C. (-25 UTC) : bissextile dans le calendrier romain, non bissextile dans le calendrier julien, on a maintenant 2 jours de retard dans le calendrier romain sur le calendrier julien (aucun sur le calendrier grégorien proleptique).

- le 1er mars an 25 av. J.-C. (-24 UTC) : non bissextile dans le calendrier romain, bissextile dans le calendrier julien, on a maintenant 1 jour de retard dans le calendrier romain sur le calendrier julien (1 jour d’avance sur le calendrier grégorien proleptique).

- le 1er mars an 23 av. J.-C. (-22 UTC) : bissextile dans le calendrier romain, non bissextile dans le calendrier julien, on a maintenant 2 jours de retard dans le calendrier romain sur le calendrier julien (aucun sur le calendrier grégorien proleptique).

- le 1er mars an 21 av. J.-C. (-20 UTC) : non bissextile dans le calendrier romain, bissextile dans le calendrier julien, on a maintenant 1 jour de retard dans le calendrier romain sur le calendrier julien (1 jour d’avance sur le calendrier grégorien proleptique).

- le 1er mars an 20 av. J.-C. (-19 UTC) : bissextile dans le calendrier romain, non bissextile dans le calendrier julien, on a maintenant 2 jours de retard dans le calendrier romain sur le calendrier julien (aucun sur le calendrier grégorien proleptique).

- le 1er mars an 17 av. J.-C. (-16 UTC) : bissextile dans le calendrier romain et dans le calendrier julien, on a toujours 2 jours de retard dans le calendrier romain sur le calendrier julien (aucun sur le calendrier grégorien proleptique).

- le 1er mars an 14 av. J.-C. (-13 UTC) : bissextile dans le calendrier romain, non bissextile dans le calendrier julien, on a maintenant 3 jours de retard dans le calendrier romain sur le calendrier julien (1 jour de retard sur le calendrier grégorien proleptique).

- le 1er mars an 13 av. J.-C. (-12 UTC) : non bissextile dans le calendrier romain, bissextile dans le calendrier julien, on a maintenant 2 jours de retard dans le calendrier romain sur le calendrier julien (aucun sur le calendrier grégorien proleptique).

- en 12 av. J.-C. (-11 UTC), année non bissextile dans tous les calendriers : l’empereur Auguste devient lui-même grand pontife, responsable du calendrier.

- le 1er mars an 11 av. J.-C. (-10 UTC) : bissextile dans le calendrier romain, non bissextile dans le calendrier julien, on a maintenant 2 jours de retard dans le calendrier romain sur le calendrier julien (aucun sur le calendrier grégorien proleptique).

- le 1er mars an 9 av. J.-C. (-8 UTC) : non bissextile dans le calendrier romain, bissextile dans le calendrier julien, on a maintenant 3 jours de retard dans le calendrier romain sur le calendrier julien (1 jour de retard sur le calendrier grégorien proleptique).

- On constate cette année-là que l’équinoxe vernale a lieu à plus de 2 jours d’écart du 21 mars, mais aucune correction n’est apportée car on ne l’explique pas encore. Auguste constate rapidement les erreurs commises auparavant par les pontifes qui l’ont précédé alors qu’il était déjà consul puis empereur. Il demande aux astrologues de consulter les textes laissés par les anciens conseillers de Jules César, afin d’en trouver la cause et trouver une solution de correction.

- en 8 av. J.-C. (-7 UTC), c’est la dernière année bissextile appliquée avec la règle triennale dans le calendrier romain, non bissextile dans le calendrier julien, on a maintenant 2 jours de retard dans le calendrier romain sur le calendrier julien (aucun sur le calendrier grégorien proleptique).

### Le calendrier romain temporaire d’Auguste
- Auguste décide de rétablir la synchronisation sur l’année tropique solaire moyenne, et de revenir progressivement au calendrier julien en cessant temporairement d’appliquer 3 années bissextiles triennales successives (qui, autrement, se seraient appliquées suivant la règle erronée triennale en 5 av. J.-C., 2 av. J.-C. et 2 ap. J.-C.), ce qui permettrait de regagner progressivement les 3 jours cumulés de retard du calendrier romain sur le cycle solaire, marqué par le passage du Soleil dans le plan de l’écliptique géocentrique lors de l’équinoxe vernale au printemps, le 21 mars à plus ou moins 2 jours au maximum (ce cycle solaire était encore estimé à 365,25 jours, et c’est le fait que l’équinoxe vernale a été constatée plus tôt à près de 3 jours d’écart avec le 21 mars moyen théorique, donc hors de cet intervalle de tolérance calendaire, qui a conduit à l’abolition par Auguste du cycle triennal erroné des années bissextiles) :

- en 5 av. J.-C. (-4 UTC), année qui aurait dû être bissextile avec la règle triennale mais ne l’est plus dans le calendrier romain temporaire d’Auguste, bissextile dans le calendrier julien (ou grégorien), on a maintenant 1 jour de retard dans le calendrier romain sur le calendrier julien (1 jour d’avance sur le calendrier grégorien proleptique).

- en 2 av. J.-C. (-1 UTC), année qui aurait dû être bissextile avec la règle triennale mais ne l’est plus dans le calendrier romain temporaire d’Auguste, non bissextile dans le calendrier julien (ou grégorien), on a encore 1 jour de retard dans le calendrier romain sur le calendrier julien (1 jour d’avance sur le calendrier grégorien proleptique).

#### La transition au calendrier julien actuel et le passage à l’ère chrétienne
- le 1er mars an 1 av. J.-C. (0 UTC) : c’est la dernière année du Ier millénaire av. J.-C., année non bissextile dans le calendrier romain temporaire d’Auguste, bissextile dans le calendrier julien (ou grégorien), on n’a aucun jour de retard dans le calendrier romain sur le calendrier julien (2 jours d’avance sur le calendrier grégorien proleptique), mais le calendrier julien n’est pas encore applicable car il reste encore une année bissextile à supprimer.

- À la naissance du Christ, en décembre 1 av. J.-C. (0 UTC) selon la tradition chrétienne, le calendrier romain temporaire d’Auguste correspond au calendrier julien, mais le calendrier julien n’est pas encore applicable car il reste encore une année bissextile triennale à supprimer selon Auguste (le calendrier romain ou julien a toujours 2 jours d’avance sur le calendrier grégorien proleptique, jours qui s’expliquent près de 16 siècles plus tard lors de l’instauration du calendrier grégorien en 1582).

- en 2 av. J.-C. (2 UTC), année qui aurait dû être bissextile avec la règle triennale mais ne l’est plus dans le calendrier romain temporaire d’Auguste, également non bissextile dans le calendrier julien (ou grégorien), le calendrier romain temporaire d’Auguste correspond encore au calendrier julien, le calendrier julien devient aussi applicable (le calendrier romain ou julien a toujours 2 jours d’avance sur le calendrier grégorien proleptique).

- le 23 février an 4 ap. J.-C. est le dernier jour où le calendrier romain temporaire d’Auguste est utilisé. Auguste rétablit les années bissextiles suivant la règle quadriennale telle qu’elle aurait eu lieu suivant le calcul édicté par Jules César.
- le 24 février an 4 ap. J.-C. est donc bissextile conformément au calendrier julien (il ne l’aurait pas été avec l’ancienne règle triennale abrogée 12 ans plus tôt, où l’année bissextile aurait été la suivante). Le calendrier romain temporaire d’Auguste est définitivement abandonné, et l’empereur Auguste décrète la règle dans l’empire.

### Le calendrier julien officiel
- le 1er mars an 4 : le calendrier julien est applicable, et donc un jour épagomène sera ajouté au mois de février précédent (la dernière année bissextile a eu lieu en l’an 8 av. J.-C., 11 ans plus tôt), à compter de cette date tous les 4 ans dans les jours précédents en février (le calendrier julien conserve 2 jours d’avance sur le calendrier grégorien proleptique).

- le 1er mars an 8 : année bissextile précédée d’un jour épagomène (le calendrier julien conserve 2 jours d’avance sur le calendrier grégorien proleptique) ; le calendrier julien est modifié, et Auguste immortalise voit son nom Augustus (août) attribué au mois de Sextilis (30 jours) juste après le mois de Julius (juillet) déjà attribué à Jules César (31 jours). Pour avoir le même nombre de jours que lui, il donne 31 jours à ce mois, et permute les longueurs des 4 mois après le mois d’août pour éviter 3 mois longs successifs, mais pour conserver le nombre de jours dans l’année, il prend le jour supplémentaire ajouté à août en le retirant de février (qui passe de 29 ou 30 jours à 28 ou 29 jours) :
- à cause de ce jour déplacé, avant l’an 8, le calendrier julien (utilisable depuis l’an 1 av. J.-C.), ainsi que le calendrier romain temporaire d’Auguste et le calendrier romain triennal postérieur à la mort de César (ainsi que les premières années du calendrier julien instauré par Jules César en 44 av. J.-C.), avaient tous un retard supplémentaire d’un jour avec le calendrier grégorien lors de tous les mois de septembre et novembre avec leur ancienne longueur.

- le 1er mars an 12 : cette année est la troisième année bissextile suivant la règle julienne quadriennale (le calendrier julien conserve 2 jours d’avance sur le calendrier grégorien proleptique), règle qui s’appliquera de façon inchangée jusqu’en 1582, toutefois il faut noter deux années juliennes 100 et 200 bissextiles remarquables :

- le 1er mars an 100, dernière année du Ier siècle : année bissextile dans le calendrier julien, mais pas dans le calendrier grégorien proleptique (année séculaire ordinaire) ; le calendrier julien applique 1 journée épagomène en fin février (le calendrier julien conserve encore 1 jour d’avance sur le calendrier grégorien proleptique).

#### Période de compatibilité avec le calendrier grégorien proleptique
- le 1er mars an 200, dernière année du IIe siècle : année bissextile dans le calendrier julien, mais pas dans le calendrier grégorien proleptique (année séculaire ordinaire) ; le calendrier julien applique 1 journée épagomène en fin février. Le calendrier julien n’a plus aucun écart avec le calendrier grégorien proleptique, les deux calendriers sont remarquablement équivalents à partir de cette date pendant pratiquement tout le IIIe siècle.

- le 1er mars an 300, dernière année du IIIe siècle : année bissextile dans le calendrier julien, mais pas dans le calendrier grégorien proleptique (année séculaire ordinaire) ; le calendrier julien applique 1 journée épagomène en fin février (le calendrier julien retarde maintenant d’un jour sur le calendrier grégorien proleptique).

#### L’adoption du calendrier julien par l’Église catholique et les retards séculaires
- le 21 mars an 325 : au premier concile de Nicée, l’équinoxe vernale est un 21 mars dans le calendrier julien, c’est la date de référence choisie plus tard en 1582 pour le futur calendrier grégorien, donc l’écart est inférieur à un jour entre le calendrier julien et l’équinoxe vernale solaire réelle, cependant le calendrier julien conserve pour cette date un retard d’un jour sur le calendrier grégorien proleptique, mais est plus proche ainsi de l’équinoxe vernale réelle qui a été observée en 325 le matin et non l’après-midi.

- le 1er mars an 400, dernière année du IVe siècle : année bissextile dans le calendrier julien comme dans le calendrier grégorien proleptique (année quadriséculaire) ; l’écart entre les deux calendriers est inchangé (le retard du calendrier julien reste à 1 jour).
- le 1er mars an 500, dernière année du Ve siècle : année bissextile dans le calendrier julien, mais pas dans le calendrier grégorien proleptique (année séculaire ordinaire) ; le calendrier julien applique 1 journée épagomène en fin février (le calendrier julien retarde maintenant de 2 jours sur le calendrier grégorien proleptique).
- le 1er mars an 600 : idem (le retard passe à 3 jours).
- le 1er mars an 700 : idem (le retard passe à 4 jours).

- le 1er mars an 800, dernière année du VIIIe siècle : année bissextile (année quadriséculaire) ; (le retard du calendrier julien reste à 4 jours).
- le 1er mars an 900 : année bissextile dans le calendrier julien, mais pas dans le calendrier grégorien proleptique (année séculaire ordinaire) ; (le retard passe à 5 jours).
- le 1er mars an 1000 : idem (le retard passe à 6 jours).
- le 1er mars an 1100 : idem (le retard passe à 7 jours).

- le 1er mars an 1200, dernière année du XIIe siècle : année bissextile (année quadriséculaire) ; (le retard du calendrier julien reste à 7 jours).
- le 1er mars an 1300 : année bissextile dans le calendrier julien, mais pas dans le calendrier grégorien proleptique (année séculaire ordinaire) ; (le retard passe à 8 jours).
- le 1er mars an 1400 : idem (le retard passe à 9 jours).
- le 1er mars an 1500 : idem (le retard passe à 10 jours).

### La réforme grégorienne
- le 4 octobre 1582 : c’est le dernier jour du calendrier julien non proleptique, il y a 10 jours de retard sur le cycle solaire écliptique selon la règle calculée d’après l’équinoxe vernale constatée au concile de Nicée.
- le 15 octobre 1582 : 10 jours sont amputés du mois dans le calendrier grégorien qui est alors instauré à cette date (car à cette date il s’est écoulé pratiquement 13 siècles depuis le concile de Nicée en 325). La veille était le 4 octobre dans le calendrier julien, qui restera pourtant encore longtemps encore en vigueur dans de nombreux pays protestants et orthodoxes d’Europe.
- le 1er janvier 1583 : l’année grégorienne 1583 commence officiellement en janvier au lieu de mars (l’année 1582 est amputée de ses deux derniers mois dans les pays qui avaient encore appliqué la tradition du nouvel an en mars, mais la succession des noms des 12 mois de l’année n’est pas modifiée pour ceux qui avaient encore cette ancienne tradition julienne avant le passage au calendrier grégorien).

### Les siècles contemporains
- le 1er mars an 1600, dernière année du XVIe siècle : année bissextile dans le calendrier julien, comme dans le calendrier grégorien (année quadriséculaire) ; (le retard du calendrier julien reste à 10 jours).
- le 1er mars an 1700 : année bissextile dans le calendrier julien, mais pas dans le calendrier grégorien (année séculaire ordinaire); (le retard passe à 11 jours).
- le 1er mars an 1800 : idem (le retard passe à 12 jours). Au cours du XIXe siècle la majeure partie des pays qui utilisaient encore le calendrier julien l’abandonnent définitivement pour le calendrier grégorien, en sautant 12 jours dans leur calendrier civil, ou bien l’adoptent à la place d’autres calendriers (notamment avec l’expansion des empires européens).
- le 1er mars an 1900 : idem (le retard passe à 13 jours). Au cours du XXe siècle les derniers pays qui utilisaient encore le calendrier julien l’abandonnent définitivement (il reste encore en vigueur aujourd’hui, mais uniquement pour l’usage liturgique orthodoxe), en sautant 13 jours dans leur calendrier civil.

- le 1er mars an 2000, dernière année du XXe siècle : année bissextile à la fois dans l’ancien calendrier julien et le calendrier grégorien actuel (année quadriséculaire) ; (le retard du calendrier julien reste à 13 jours, c’est l’écart actuel).

#### Formule de calcul du nombre de jours dans une année
On définit une fonction 
{\displaystyle f(n)=E(365,25*n)-E(n/100)+E(n/400)}
où n est une année donnée et {\displaystyle E()} est la partie entière, dans ce cas nb le nombre de jours dans l'année n sera {\displaystyle nb=f(n)-f(n-1)}